# Radical 160
El radical 160, representado por el carácter Han 辛, es uno de los 214 radicales del diccionario de Kangxi. En mandarín estándar es llamado 辛部, (xīn bù, ‘radical «amargo»’); en japonés es llamado 辛部, しんぶ (shinbu), y en coreano 신 (sin).
El radical 160 aparece casi siempre en el lado derecho de los caracteres que clasifica, (por ejemplo, en 辝). Sin embargo, en algunas ocasiones puede aparecer en la parte inferior (por ejemplo, en 辜) o en el lado izquierdo (por ejemplo, en 辣).
El carácter 辛 es utilizado para representar el octavo tronco celestial utilizado como ordinal o como parte del ciclo sexagesimal chino.

## Nombres populares
- Mandarín estándar: 辛, xī, ‘amargo’.
- Coreano: 매울신부, maeul sin bu, ‘radical sin-amargo’.
- Japonés:　辛い（からい）, karai, ‘condimentado’.
- En occidente: radical «amargo».

## Galería
| Estilos antiguos                                 | Estilos antiguos                  | Estilos antiguos                        | Estilos antiguos                   | Estilos antiguos                   | Estilos empleados actualmente       | Estilos empleados actualmente  | Estilos empleados actualmente    | Estilos empleados actualmente   | Estilos empleados actualmente  |
|                                                  |                                   |                                         |                                    |                                    |                                     | 辛                             | 辛                               |                                 |                                |
| 甲骨文 jiǎgǔwén (escritura de huesos oraculares) | 金文 jīnwén (escritura de bronce) | 简帛 jiǎnbó (escritura de bambú y seda) | 篆文 zhuànwén (escritura de sello) | 篆文 zhuànwén (escritura de sello) | 隸書 lìshū (estilo de los escribas) | 楷書 kǎishū (estilo regular)   | 楷書 kǎishū (estilo regular)     | 行書 xǐngshū (estilo corriente) | 草書 cǎoshū (estilo de hierba) |
| 甲骨文 jiǎgǔwén (escritura de huesos oraculares) | 金文 jīnwén (escritura de bronce) | 简帛 jiǎnbó (escritura de bambú y seda) | 大篆 dàzhuàn (sello grande)        | 小篆 xiǎozhuàn (sello pequeño)     | 隸書 lìshū (estilo de los escribas) | 繁體／繁体 fántǐ (tradicional) | 简体／簡體 jiǎntǐ (simplificado) | 行書 xǐngshū (estilo corriente) | 草書 cǎoshū (estilo de hierba) |

## Caracteres con el radical 160
| trazos | carácter          |
| ------ | ----------------- |
| + 0    | 辛                |
| + 5    | 辜 辝             |
| + 6    | 辞 辟 辠          |
| + 7    | 辡 辢 辣          |
| + 8    | 辤                |
| + 9    | 辥 辦 辧 辨 辩 辪 |
| + 10   | 辫                |
| + 11   | 辬                |
| + 12   | 辭                |
| + 14   | 辯                |